# Bez litości 3
Bez litości 3 (ang. I Spit on Your Grave 3) – amerykański horror z 2015 roku w reżyserii R.D. Braunstein'a. Film jest kontynuacją horroru Bez litości 2. Obraz jest reprezentantem gatunku filmowego rape and revenge, gdzie fabuła skupia się na zemście kobiety, na której dokonano brutalnego gwałtu. W roli głównej ponownie pojawiła się bohaterka pierwszej części, Jennifer Hills, czyli Sarah Butler.

## Obsada
- Sarah Butler jako Jennifer Hills
- Joshua Kovalscik jako detektyw Homer
- Jennifer Landon jako Marla

i inni